# Полякова Ольга Миколаївна
Ольга Миколаївна Полякова (1914, село Новомикільське, тепер Міловського району Луганської області — ?) — українська радянська діячка, новатор сільськогосподарського виробництва, агроном колгоспу «Шлях Леніна» Міловського району Луганської області. Депутат Верховної Ради УРСР 5-го скликання.

## Біографія
Народилася у родині службовця. Закінчила семирічну школу. У 1936 році закінчила Красноградський агрохімічний технікум Харківської області.
У 1936—1941 роках працювала у науково-дослідній станції олійних культур в Одеській області; агрономом Ізюмської машинно-тракторної станції Харківської області.
У 1942 році, під час німецько-радянської війни, переїхала у Міловський район Ворошиловградської області. У 1942—1955 роках — агроном Міловської машинно-тракторної станції; головний агроном Міловського районного відділу сільського господарства Ворошиловградської області.
З 1955 року — агроном колгоспу «Шлях Леніна» Міловського району Ворошиловградської (Луганської) області.

## Нагороди
- орден Леніна (26.02.1958)